# Avicennaviper
Die Avicennaviper (Cerastes vipera) ist eine Schlangenart aus der Gattung der Afrikanischen Hornvipern (Cerastes), die allerdings anders als die anderen Arten der Gattung meistens keine Hörner über den Augen besitzt.

## Kennzeichen
Die Avicennaviper ähnelt sehr stark der Wüsten-Hornviper (C. cerastes) und gehört somit zu den mittelgroßen Vipern mit einem gedrungenen Körper und einem kurzen, spitzen Schwanz. Die Körperlänge beträgt in der Regel um 35 cm mit Maximallängen bis 50 cm. Ihre Grundfarbe ist sandgelb bis rotbraun und die Schlange besitzt eine nur undeutlich zu erkennende rostbraune Fleckenzeichnung auf dem Rücken und den Flanken; der Kopf ist ungezeichnet. Die Bauchseite ist hellgelb, die Schwanzspitze bei den Weibchen schwarz und bei den Männchen der Grundfarbe entsprechend mit undeutlichen braunen Ringen.
Der breite, dreieckige Kopf ist deutlich vom Körper abgesetzt, besitzt allerdings meistens keine Hörnchen auf den Überaugenschilden Supraocularia. Die Augen sind anders als bei der Wüsten-Hornviper schräg nach oben gerichtet statt zur Seite, die Pupille steht vertikal und ist länglich geschlitzt. Die Kopfoberseite ist mit vielen ungleichmäßig verteilten Kopfschuppen bedeckt. Unterhalb der Augen befinden sich drei bis vier Reihen Unteraugenschilde (Subocularia), außerdem besitzen die Schlangen 10 bis 12 Oberlippenschilde (Supralabialia).
Die Schuppen auf dem Rücken sind stark gekielt und in 23 bis 27 Reihen angeordnet. Die Flankenschuppen besitzen sägezahnartige Kiele, die Bauchschuppen besitzen starke Seitenkiele. Die Subcaudalia sind zweigeteilt.

## Verbreitung und Lebensraum

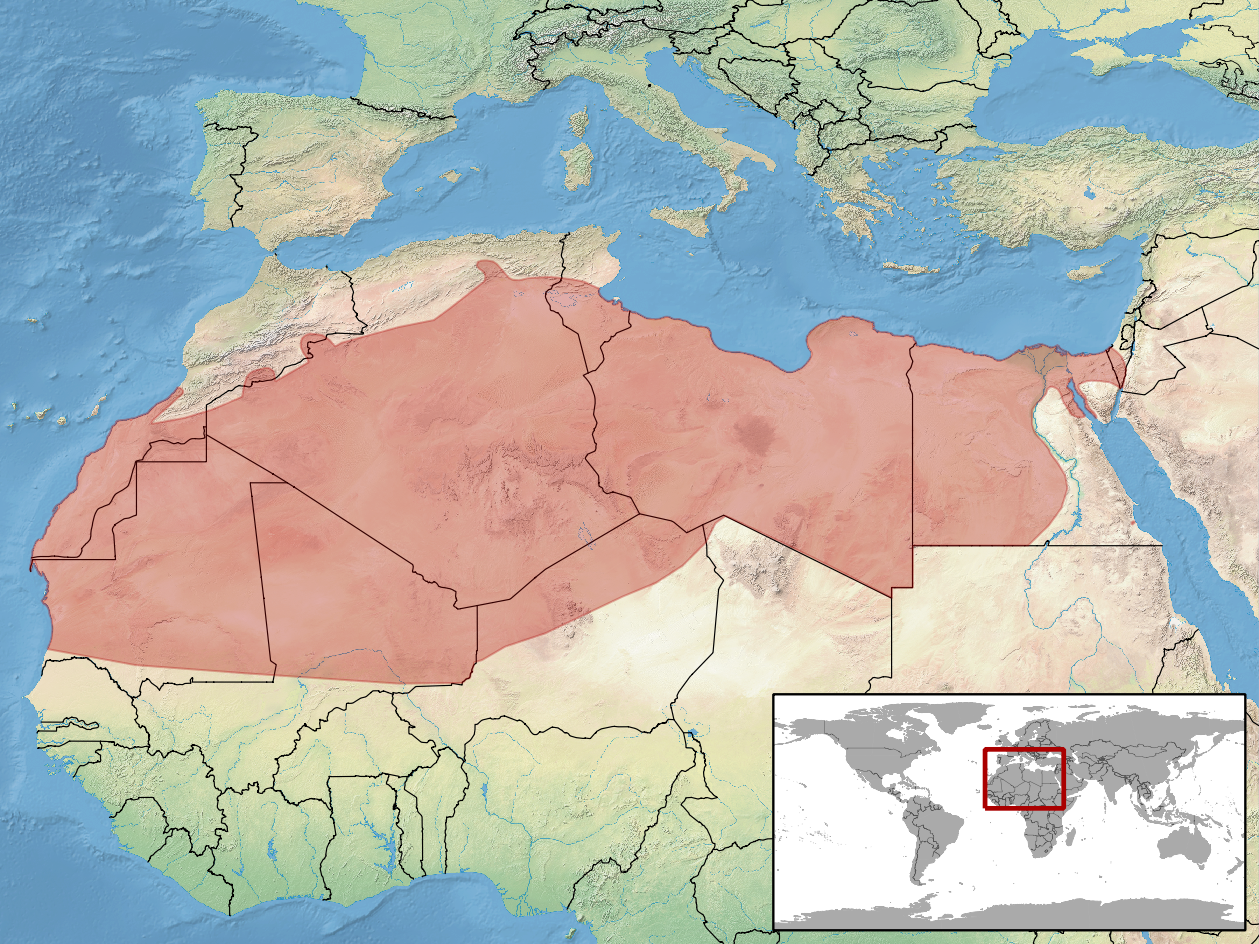
Verbreitungsgebiet

Die Avicennaviper lebt in den Wüstengebieten Nordafrikas von Mauretanien bis Ägypten sowie in Mali und Niger. Außerdem findet man sie in Israel und im Libanon. Bevorzugt lebt die Viper in den Sandwüstengebieten sowie in Gebieten mit spärlicher Vegetation. Besonders in letzteren kommt sie häufig gemeinsam mit der Wüsten-Hornviper vor.

## Lebensweise

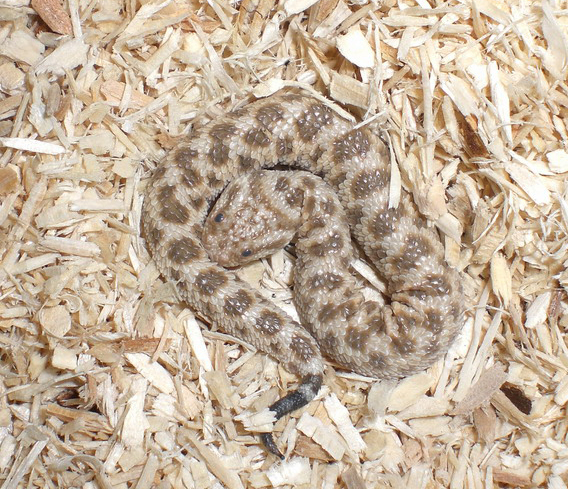
Avicennaviper, Jungtier

Die Avicennaviper ist in erster Linie dämmerungs- und nachtaktiv. In der Mittagshitze vergräbt sie sich im Sand oder verbirgt sich in Nagetierbauten. Mit Hilfe von ruckartigen Bewegungen ihrer Rippen gräbt sich in den lockeren Sand ein, bis nur noch die Augen sichtbar sind. Die Fortbewegen geschieht über Seitenwinden. Dabei hebt sie abwechselnd ein Stück des Körpers hinter dem Kopf und vor dem Schwanz vom Boden hoch und setzt sie versetzt wieder ab. Dabei hinterlässt die Schlange die charakteristischen Spuren der Seitenwinder im Sand. Durch Aneinanderreiben ihrer Schuppen kann sie ein rasselndes Geräusch erzeugen.
Zur bevorzugten Beute gehören kleine Wirbeltiere wie Echsen oder Nagetiere, aber auch Insekten. Die Tiere sind ovovivipar, die drei bis fünf fertig entwickelten Jungschlangen kommen umhüllt von einer dünnen Eihaut zur Welt, die direkt verlassen wird.

## Schlangengift
Das Gift der Avicennaviper ist stark hämotoxisch, eine ärztliche Behandlung mit einem adäquaten Antivenin ist notwendig.